# Gaziabade
Gaziabade ou Ghaziabad é uma cidade industrial no estado indiano de Utar Pradexe e uma parte do NCR. É a sede administrativa do Distrito de Gaziabade e é a maior cidade em Utar Pradexe Ocidental, com uma população de 1.729.000. A Ghaziabad Municipal Corporation está dividida em 5 zonas - Zona da Cidade, Zona Kavi Nagar, Zona Vijay Nagar, Zona Mohan Nagar e Zona Vasundara. Bem servido por estradas e ferrovias, é um importante entroncamento ferroviário para o Norte da Índia. Às vezes é chamado de "Saya de Uttar Pradesh" porque fica perto de Nova Deli, na rota principal para Utar Pradexe. As recentes obras de construção levaram a cidade a ser descrita por uma pesquisa da City Mayors Foundation como a segunda em crescimento mais rápido no mundo. Situada nas Planícies Gangéticas Superiores, a cidade tem duas divisões principais separadas pelo Rio Hindon, nomeado de, Trans-Hindon no oeste e Cis-Hindon no leste.

## História
A cidade de Gaziabade foi fundada em 1740 por Gazialdim, que serviu como vizir na corte do imperador mogol Maomé Xá, e a chamou de "Ghaziuddinnagar" após seu próprio nome. O nome "Ghaziuddinnagar" foi abreviado para sua forma atual, ou seja, "Gaziabade" com a abertura das ferrovias em 1864. Durante o período mogol, Gaziabade e especialmente os bancos de Hindon em Gaziabade, permaneceu um local de piquenique para a família real mogol.
O estabelecimento da Sociedade Científica em Gaziabade, durante o mesmo período, é considerado um marco do movimento educacional lançado por Syed Ahmed Khan. A Ferrovia Sinde, Punjabe e Deli, conectando Deli e Laore, até Ambala através de Gaziabade foi inaugurada no mesmo ano. Com a compleção da linha Amritsar-Saharanpur-Gaziabade da Ferrovia Sinde, Punjabe e Deli em 1870, Deli foi conectada a Multã através de Gaziabade, e Gaziabade se tornou a junção da East Indian Railway, e a ferrovias de Sinde, Punjabe e Deli.
Gaziabade, junto com Meerut e Bulandexar, permaneceu um dos três Munsifis do Distrito, sob o Juiz Civil de Meerut durante a maioria dos períodos do Raj britânico.

Gaziabade foi associada com o movimento de independência indiana da rebelião indiana de 1857.

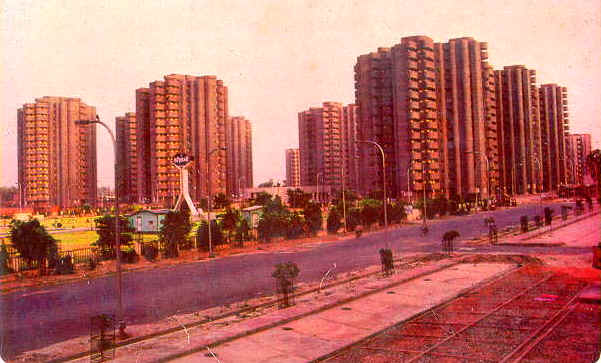
A cidade de Gaziabade

## Governo e política
A cidade de Gaziabade é governada pela Ghaziabad Municipal Corporation sob o Uttar Pradesh Municipal Corporation Act, 1959. A cidade de Gaziabade está espalhada por 210 km 2 (81 sq mi) de área municipal. Gaziabade Municipal Corporation (ou Nagar Nigam Ghaziabad) é dividida em 5 zonas - Zona da Cidade, Zona Cavi Nagar, Zona Vijai Nagar, Zona Mohan Nagar e Zona Vasundara. A Corporação Municipal compreende de 100 distritos, com conselheiros eleitos em cada distrito. As eleições locais para todos os distritos foram realizadas pela última vez em 2017. O chefe executivo é Dinesh Chandra, o atual Comissário Municipal, enquanto o chefe eleito é o prefeito, Asha Sharma, do BJP.

## Demografia

### População
Os dados provisórios derivados de 2011 mostram que a aglomeração urbana de Gaziabade tinha uma população de 2.358.525 habitantes, dos quais 1.256.783 do sexo masculino e 1.101.742 do sexo feminino. A taxa de alfabetização foi de 93,81%.

### Religião
O hinduísmo é a religião mais popular em Gaziabade com 72,93% de seguidores, seguido por 25,35% de seguidores muçulmanos, 0,41% de seguidores cristãos e 0,49% de seguidores siques, que constituem a menor porcentagem de seguidores na cidade. Existem cerca de 0,07% de budistas, 0,35% de seguidores Jain que são minorias. Existem muitos locais religiosos em Gaziabade, como o Templo ISKCON para Hindus, Jama Masjid para Muçulmanos, Igreja da Santíssima Trindade para Cristãos e Seri Guru Singue Sabha Gurudwara para siques.

## Clima
Por estar ligada à capital nacional, sua temperatura e chuvas são semelhantes às de Delhi. As tempestades de poeira e neve do Rajastão nos Himalaias e nas colinas de Kumaon afetam regularmente o clima. As monções chegam ao distrito no final de junho ou na primeira semana de julho e normalmente chove até outubro. Como em outros distritos do norte da Índia, principalmente três estações - verão, inverno e chuvas - prevalecem aqui, mas às vezes devido à forte nevasca no Himalaia e nas colinas Kumaon, o clima adverso também pode ser visto. Devido a uma série de projetos de construção e rodovias que causaram o corte rápido de centenas de árvores velhas, os problemas de poluição e aumento da temperatura aumentaram significativamente.

## Economia
Embora conectada por ferrovia desde 1865, não foi até 1940 que a primeira indústria moderna apareceu em Gaziabade. No entanto, foi no período pós-independência que a indústria realmente se expandiu, com mais 22 fábricas inauguradas nos quatro anos após 1947. Esse desenvolvimento pode ser atribuído ao afluxo de pessoas do recém-formado Paquistão e à realocação de empresas de onde era agora a província paquistanesa de Punjabe. John Oakey and Mohan Ltd., uma das maiores empresas da Índia na fabricação de abrasivos revestidos e aglomerados, e originalmente operando com o nome de 'Abrasivos Nacionais' em Rawalpindi, foi transferida aqui sob a propriedade de 'Dyer Meakins' em 1947. Subsequentemente, a Mohan Meakin cervejarias também foram estabelecidas no ano de 1949. Este período também viu o desenvolvimento de Gaziabade como um dos centros mais famosos da indústria de motores a óleo da Índia.
Em 1967, os limites municipais foram estendidos até a fronteira Delhi-UP. A partir do início dos anos 1970, muitas unidades de fabricação de aço também surgiram na cidade, tornando-a uma das principais indústrias da cidade. Este período também viu o surgimento da indústria de eletrônicos, com a criação da Bharat Electronics Limited e da Central Electronics Limited. Ao longo dos anos, o desenvolvimento industrial planejado contou com a participação de grandes casas industriais do país, incluindo Mohans (Mohan Nagar Industrial Estate, 1949), Tatas (Tata Oil Mills), Modis (Modinagar, 1933; International Tobacco Co. 1967), Shri Rams ( Shri Ram Pistons, 1964), Jaipurias etc. e também uma participação significativa por meio de capital estrangeiro em empresas como a Danfoss India Ltd. (estd. 1968); Indo-Bulgar Food Ltd. e International Tobacco Company (estd. 1967).

## Transportes

### Estrada
Foi feita uma proposta para alargar a National Highway 24 (NH-24) de quatro para quatorze pistas no trecho entre a fronteira Gaziabade-Deli e Dasna. Muitos projetos residenciais e comerciais estão sendo construídos ao longo da rodovia.

### Transporte ferroviário
A cidade recebe serviço da Ferrovias Indianas na estação ferroviária de Gaziabade Junction.
A Linha Vermelha do Metropolitano de Deli atende Gaziabade, com oito estações. O terminal oriental da Linha Vermelha, a estação de metrô Shaheed Sthal, está localizada nesta cidade. Outras estações incluem a estação do rio Hindon, que serve a extensão de Raj Nagar e a estação de Mohan Nagar. Outra estação existe em Vaixali, que atende a área além de Vasundara e Indirapurão, e também há uma estação em Kaushambi.

### Aérea
O Aeroporto de Hindon é o aeroporto que serve Gaziabade e está operacional na cidade. O aeroporto internacional mais próximo é o Aeroporto Internacional Indira Gandhi. O aeroporto de Hindon atualmente só vai para Pitoragar, Utaracanda e Hubli, Carnataca.

## Desportos
O Estádio Jawaharlal Nehru é um estádio de críquete em Gaziabade e o Estádio Mahamaya Sports é um estádio esportivo multiuso na cidade.
Um Estádio Internacional de Críquete está em construção na Extensão Raj Nagar e será concluído até 2021.

## Pessoas notáveis

### Artes, entretenimento e televisão
- Lara Dutta, Miss Universo 2000 e atriz de Bollywood.[31]

### Negócio
- Nikesh Arora, empresário, ex-presidente e COO da SoftBank Corp. e CEO da SoftBank Internet and Media, Inc.[32]
- Kapil Mohan, empresário.[33]

### Política e governo
- Suresh Bansal, político.[34]
- Madan Bhaiya, político.[35]
- Roop Chaudhary, político.[36]
- Rama Pilot, político.[37]
- K.C. Tyagi, político
- Ram Chandra Vikal, lutador pela liberdade e vice-ministro-chefe da UP.[38]

### Esportes
- Rajkumar Baisla, Dhayanchand Awardee 2011.[39]
- Suresh Raina, jogador de críquete indiano.[40]